# Justyn Denisiuk
Justyn Denisiuk (ur. 8 maja 1960 w Nowym Targu) – polski hokeista grający na pozycji obrońcy, reprezentant kraju.

## Kariera

### Kariera w Polsce
Justyn Denisiuk karierę sportową rozpoczął w 1979 roku w Podhalu Nowy Targ, w którym grał do 1982 roku. Zdobył z tym klubem trzykrotnie wicemistrzostwo Polski (1980–1982) oraz dotarł do finału Pucharu „Sportu” i PZHL 1982, w którym przegrał rywalizację z Naprzodem Janów (3:1, 3:7).

### Kariera w Niemczech
Po półrocznym pobycie w Austrii oraz otrzymaniu azylu w RFN wraz Bogusławem Majem i Andrzejem Małysiakiem, kontynuował sportową karierę w tym kraju. W sezonie 1982/1983 wraz z Bogusławem Majem reprezentował barwy EV Füssen, jednak klub w rundzie zasadniczej zajął ostatnie, 10. miejsce w tabeli ligowej, w związku z czym przystąpił do rundy spadkowej, w której zajęli 3. miejsce, tym samym spadając do 2. Bundesligi, przenieśli się do ECD Iserlohn, a po sezonie 1983/1984 do Kölner EC, w którym przebywali do końca sezonu 1986/1987. Debiut w nowym klubie zaliczył 28 września 1984 roku w przegranym 3:0 meczu wyjazdowym z SC Riessersee. Sezon 1984/1985, w którym klub zajął 3. miejsce po wygranej rywalizacji 2:0 (4:2, 10:2) z ESV Kaufbeuren, dla Denisiuka nie był zbyt udany, jednak kiedy latem 1985 roku trenerem klubu został Hardy Nilsson, forma Denisiuka polepszyła się. Zdobył z klubem dwukrotnie mistrzostwo Niemiec (1986, 1987), a po sezonie 1986/1987 Denisiuk i Bogusław Maj odeszli z klubu.
Następnie w latach 1987–1989 reprezentował barwy Eintrachtu Frankfurt (od 1988 roku z Bogusławem Majem), natomiast w okresie od grudnia 1989 roku do grudnia 1992 roku reprezentował barwy Hedosu Monachium, w którym ponownie grał wraz z Bogusławem Majem, natomiast od końca grudnia 1992 roku do końca sezonie 1992/1993 reprezentował barwy Schwenninger ERC. W sezonie 1993/1994 reprezentował barwy występującego w 2. Bundeslidze EHC Essen West, a po zakończeniu sezonu 1993/1994 zmienił się system rozgrywek w Niemczech, w wyniku czego drugą klasą rozgrywkową została 1. Liga, w której występował w barwach: ESC Wedemark (1994), EC Wolfsburg (1994–1995), EC Wilhelmshaven-Stickhausen (1995–1996) oraz ETC Timmendorfer Strand (1996–1997).
W sezonie 1999/2000 reprezentował barwy występującego w Regionallidze Nadrenii Północnej-Westfalii ESV Bergisch Gladbach, po czym zakończył karierę sportową.

## Kariera reprezentacyjna
Justyn Denisiuk z reprezentacją Polski U-20 dwukrotnie wystąpił na mistrzostwach świata juniorów (1979, 1980), na których łącznie rozegrał 8 meczów, w których zdobył 4 punkty (1 gol, 3 asysty) oraz spędził 11 minut na ławce kar.
Natomiast w seniorskiej reprezentacji Polski wystąpił w 1981 roku w 2 meczach towarzyskich z reprezentacją RFN: 28 listopada 1981 roku w Rosenheim (4:6) oraz 29 listopada 1981 roku w Kaufbeuren (2:6).

### Ucieczka z Polski
Po mistrzostwach świata 1982 Grupy B w austriackim Klagenfurcie, na których Biało-Czerwoni zajęli 3. miejsce trzech zawodników: Denisiuk (nie grał na turnieju), Bogusław Maj i Andrzej Małysiak, nie wróciło do Polski z powodu trwającego stanu wojennego, za co 24 maja 1982 roku zostali ukarani dożywotnią dyskwalifikacją.

## Kariera trenerska
Justyn Denisiuk po zakończeniu kariery sportowej rozpoczął karierę trenerską w Kölner Haie, gdzie jest asystentem trenerów w drużynach juniorskich: U-14 (2017–2018), U-15 (2018–2021), rezerwy U-15 (2020–2021).

## Statystyki

### Reprezentacyjne
| Rok                | Drużyna            | Turniej            | Miejsce            |   | M | G | A | Pkt | Min |
| ------------------ | ------------------ | ------------------ | ------------------ | - | - | - | - | --- | --- |
| 1979               | Polska U-20        | MŚJ-B              |                    | 4 | 0 | 3 | 3 | 2   |     |
| 1980               | Polska U-20        | MŚJ-B              |                    | 4 | 1 | 0 | 1 | 9   |     |
| 1981               | Polska             | Int.               | –                  | 2 | 0 | 0 | 0 | 0   |     |
| Ogółem jako junior | Ogółem jako junior | Ogółem jako junior | Ogółem jako junior | 8 | 1 | 3 | 4 | 11  |     |
| Ogółem jako senior | Ogółem jako senior | Ogółem jako senior | Ogółem jako senior | 2 | 0 | 0 | 0 | 0   |     |

| Polska | Polska     | Polska     | Polska     | Polska | Polska | Polska | Polska        | Polska          |
| Nr     | Data       | Miasto     | Przeciwnik | Wynik  | Bramki | Asysty | Kary (minuty) | Rozgrywki       |
| ------ | ---------- | ---------- | ---------- | ------ | ------ | ------ | ------------- | --------------- |
| 1.     | 28.11.1981 | Rosenheim  | RFN        | 4:6    | 0      | 0      | 0             | Mecz towarzyski |
| 2.     | 29.11.1981 | Kaufbeuren | RFN        | 2:6    | 0      | 0      | 0             | Mecz towarzyski |

## Sukcesy

### Zawodnicze
Podhale Nowy Targ
- Wicemistrzostwo Polski: 1980, 1981, 1982
- Finał Pucharu „Sportu” i PZHL: 1982

Kölner EC
- Mistrzostwo Niemiec: 1986, 1987
- 3. miejsce w Bundeslidze: 1985

## Życie prywatne
Justyn Denisiuk mieszka w Kerpen. Ma syna Nicka (ur. 2002), hokeisty drużyn juniorskich Kölner Haie.